# Георгиевский, Анатолий Сергеевич
Анатолий Сергеевич Георгиевский (20 декабря 1908, Новгород — 9 апреля 1998, Санкт-Петербург) — военный врач, доктор медицинских наук, профессор, генерал-лейтенант медицинской службы.

## Биография
Родился в семье Сергея Павловича (врача) и Павлы Ивановны Георгиевских.
В рядах Красной Армии с 1927 г. В 1932 г. окончил Военно-медицинскую академию.
Служил в должностях полкового врача, дивизионного врача и начальника школы санитарных инструкторов Белорусского особого военного округа. В 1936 году окончил заочный факультет Военной академии имени М. В. Фрунзе.
С 1939 года — преподаватель, затем заместитель начальника кафедры военных и военно-санитарных дисциплин вновь созданной 2-й Военно-медицинской академии.
С июля 1941 года — на фронтах Великой Отечественной войны: начальник санитарной службы 46-й отдельной рейдовой кавалерийской дивизии; начальник санитарного отдела 29-й армии; начальник 1-го отдела, затем заместитель начальника Военно-санитарного управления Калининского фронта. В 1942 году защитил кандидатскую диссертацию на тему: «Санитарное обеспечение эшелона развития прорыва ударной армии».
В апреле 1943 года был назначен первым начальником вновь созданного командно-медицинского факультета Военно-медицинской академии, одновременно являлся заместителем начальника кафедры организации и тактики санитарной службы. Ввёл в практику преподавания организации и тактики санитарной службы войсковую стажировку слушателей в действующей армии и непосредственно руководил такими занятиями. В послевоенное время эта стажировка была заменена учебно-производственной практикой слушателей в войсках в качестве дублёров начальников медицинских служб.
В 1947—1953 годах — начальник кафедры организации и тактики медицинской службы. Совершенствовал методику проведения комплексных полевых занятий с участием нескольких кафедр.
В 1952 году защитил докторскую диссертацию на тему: «Медицинское обеспечение общевойсковой армии в наступательной операции (на опыте четырех наступательных операций Великой Отечественной войны)». Эта работа знаменовала собой начало качественного перехода от проблематики медицинского обеспечения в тактическом масштабе к оперативным и стратегическим масштабам.
С 1955 года — заместитель начальника Военно-медицинской академии, затем заместитель начальника академии по учебной и научной работе. Реализовал идеи Б. К. Леонардова о профильной первичной подготовке военного врача, организовав подготовительную учебно-методическую работу для создания в академии в 1960 году трёх факультетов первичной подготовки врачей. Разработал план полевого военно-медицинского учения «Очаг» на тему: «Организация лечебно-эвакуационных мероприятий в очаге атомного поражения» и впервые провёл его в 1961 году, с этого момента учение проводится ежегодно.
С конца 1960-х годов, уволившись в запас, продолжал работать профессором кафедры организации и тактики медицинской службы Военно-медицинской академии. Являлся заместителем председателя правления Всесоюзного общества историков медицины; в течение 36 лет возглавлял Ленинградское общество историков медицины. Был постоянным представителем СССР в Международном комитете военной медицины.
Скончался 9 апреля 1998 года. Похоронен на Большеохтинском кладбище.

## Научная деятельность
Разрабатывал различные проблемы организации медицинского обеспечения войск. Способствовал созданию процесса преподавания организационных основ военной медицины. Руководил научными исследованиями в области организации и тактики медицинской службы, результаты которых сохраняют актуальность и в XXI веке.
Подготовил 24 доктора и 37 кандидатов медицинских наук, из которых Н. Г. Иванов и О. К. Гаврилов стали академиками АМН СССР, более 20 учеников возглавили научно-педагогические коллективы в медицинских вузах СССР и других государств.
Автор более 400 научных работ, около 30 имеют медико-историческую направленность.

### Избранные труды
- Антонов В. Б., Георгиевский А. С. С. П. Боткин и военно-медицинская академия. — М., 1982.
- Васильев Г. М., Волохов В. Ф., Георгиевский А. С. и др. Методологические проблемы военной и военно-медицинской теории : Учеб. пособие / Под ред. В. П. Петленко. — Л.: Воен.-мед. акад. им. С.М. Кирова, 1977. — 308 с.
- Военно-медицинская ордена Ленина Краснознаменная Академия имени С.М. Кирова : Науч.-попул. ил. очерк : К 175-летию со дня учреждения акад / Под общ. ред. Н. Г. Иванова и А. С. Георгиевского. — Л.: Б. и., 1976. — 204 с.
- Георгиевский А. С. В тылу и на фронте : (Из дневника воен. врача). — СПб.: Б. и., 1996. — 60 с.
- Георгиевский А. С. Деятельность Н. И. Пирогова в Медико-хирургической (Военно-медицинской) академии : К 150-летию со дня рождения. — Л.: Б.и., 1960. — 31 с.
- Георгиевский А. С. Исторический очерк развития медицинской службы армейских объединений (До Великой Отечественной войны 1941-1945 гг.). — Л.: Воен.-мед. акад. им. С.М. Кирова, 1955. — 222 с.
- Георгиевский А. С. Медицинская служба пехотной дивизии некоторых иностранных армий (Учеб. матер. по теме «Организация медицинского обеспечения стрелковой дивизии»). — Л.: тип. Воен.-мед. акад., 1946. — 16 с.
- Георгиевский А. С. Методология и методика научно-исследовательской работы в области медицины. — Л.: Медицина, 1976. — 191 с. — 5000 экз.
  - Методология и методика научно-исследовательской работы в медицине. — 2-е изд., перераб. и доп. — Л.: Медицина, 1981. — 255 с. — 5000 экз.
- Георгиевский А. С. Николай Иванович Пирогов и «Военно-врачебное дело» : [К 100-летию изд.]. — Л.: Б. и., 1979. — 50 с.
- Георгиевский А. С. Основы военной медицины : Содержание и задачи, соц. и ист. корни, методология : Лекция для слушателей акад. — Л., 1971. — 50 с.
- Георгиевский А. С. Основы организации и тактики медицинской службы Действующей Армии. — М.: Медгиз, 1947. — 223 с.
- Георгиевский А. С. Основы организации и тактики санитарной службы в районе войскового тыла. — М.; Л.: Медгиз, 1939. — 88 с. — (Библиотека военного фельдшера).
  - Основы организации и тактики санитарной службы в войсковом тылу. — 2-е изд., перераб. и доп. — М.; Л.: Медгиз, 1941. — 117 с. || . — 2-е изд., перераб. и доп. — Ташкент: Госиздат УзССР, 1942. — 112 с.
- Георгиевский А. С. Роль военно-медицинской службы в достижении победы в Великой Отечественной войне 1941-1945 гг. : Метод. пособие в помощь докладчикам и беседчикам к 30-летию победы сов. народа в Великой Отеч. войне. — Л., 1975. — 29 с.
- Георгиевский А. С. Силы и средства медицинской службы армии : Справочное пособие для слушателей 1-го и 2-го факультетов академии. — Л., 1947. — 69 с.
- Георгиевский А. С. Социалистический гуманизм и советская военная медицина : Актовая речь на торжеств. собрании 28 дек. 1968 г., посвящ. 120-й годовщине акад. — Л., 1969. — 30 с.
- Георгиевский А. С. Страницы истории отечественной военной медицины : К развитию дружеских связей с воен.-мед. службой Югославии. — Л., 1964. — 91 с.
- Георгиевский А. С., Гаврилов О. К. Социально-гигиенические проблемы и последствия войн. — М.: Медицина, 1975. — 256 с. — 2800 экз.
- Георгиевский А. С., Гладких П. Ф., Леонов И. Т. и др. История военной медицины : Учеб. пособие / Под ред. проф. А. С. Георгиевского. — Л.: Б. и., 1982. — 119 с.
- Георгиевский А. С., Журкович К. Я., Поляков Л. Е. Советское здравоохранение и кибернетика. — Л.: Медицина, 1966. — 216 с. — 5000 экз.
- Георгиевский А. С., Капутин Б. Н., Алексанян И. В. Организация работы эвакуационного приёмника : Учеб. пособие для слушателей. — Л.: Б. и., 1965. — 48 с.
- Георгиевский А. С., Кричевский Я. Н. Лекции по общим вопросам организации и тактики санитарной службы. — М.: Б. и., 1944. — 92 с.
- Георгиевский А. С., Мицов З. В. Медицинская общественность и военная медицина в Освободительной войне на Балканах в 1877-1878 гг. — М.: Медицина, 1978. — 234 с. — 1421 экз.
- Георгиевский А. С., Погодин Ю. И., Кулишенко В. В. Исторический очерк факультета руководящего медицинского состава Военно-медицинской академии имени С.М. Кирова : (1943-1993 гг.). — СПб.: Б. и., 1993. — 72 с.
- Иванов Е. Г., Георгиевский А. С., Лобастов О. С. Советское здравоохранение и военная медицина в Великой Отечественной войне 1941-1945. — Л.: Медицина, 1985. — 303 с. — 6000 экз.
- Пособие по военно-медицинской терминологии / Под общ. ред. профессоров А. С. Георгиевского и О. С. Лобастова. — Л.: Б. и., 1979. — 213 с.